# Наудаскалнс
Наудаскалнс (латыш. Naudaskalns) — населённый пункт в Балвском крае Латвии. Административный центр Балвской волости. Находится на региональной автодороге P47. Расстояние до города Балви составляет около 5 км. По данным на 2015 год, в населённом пункте проживало 187 человек.

## История
В советское время населённый пункт носил название Наудушева и был центром Балвского сельсовета Балвского района. В селе располагался совхоз «Болупе».